# Siluman
Siluman is een bestuurslaag in het regentschap Subang van de provincie West-Java, Indonesië. Siluman telt 7002 inwoners (volkstelling 2010).